# 卡富埃河

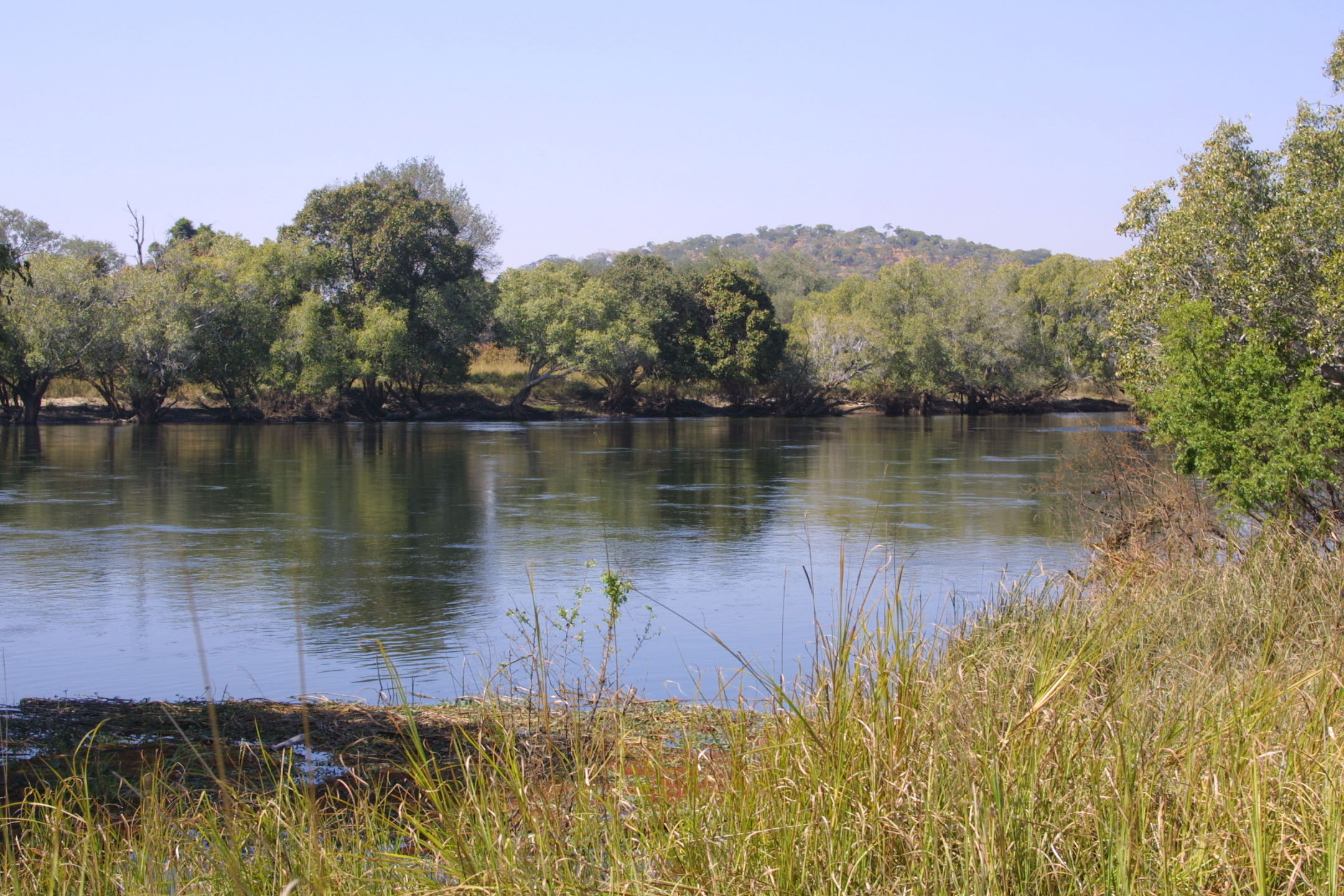
卡富埃河

卡富埃河是贊比亞的主要河流之一，也是尚比西河的主要支流，維持全球最大的其中一個野生環境。大英百科全書指卡福埃河全長990英里，流域面積155,000平方公里，下游平均流量每秒320立方米，每年流入尚比西河的河水量達10立方公里，河流發源自贊比亞和剛果民主共和國接壤邊境以南的高原，該地區每年雨量的降雨量約1,200毫米。